# Ibrāhimpur
Ibrāhimpur är en ort i Indien.   Den ligger i distriktet Kannauj och delstaten Uttar Pradesh, i den centrala delen av landet, 300 km sydost om huvudstaden New Delhi. Ibrāhimpur ligger 137 meter över havet och antalet invånare är 6 653.
Terrängen runt Ibrāhimpur är mycket platt. Runt Ibrāhimpur är det tätbefolkat, med 735 invånare per kvadratkilometer. Närmaste större samhälle är Kannauj, 10,0 km söder om Ibrāhimpur. Trakten runt Ibrāhimpur består till största delen av jordbruksmark.